# Sofi Lerström
Sofi Lerström, tidigare Ann-Sofi Lerström, född 1 mars 1958 i Lundby församling i Göteborg är en svensk scenkonstproducent och teaterchef.

## Biografi
Sofi Lerström är fil. kand. i dramatik, litteraturvetenskap och teatervetenskap samt är utbildad vid Dramatiska Institutets treåriga producentutbildning. Hon har en bakgrund som frilansande teaterproducent och som producent på Dramaten där hon under 12 år var Ingmar Bergmans producent. 2009 startade hon Bergmanfestivalen tillsammans med Dramatenchefen Staffan Valdemar Holm. 2011 utnämndes hon till VD för Drottningholms slottsteater och 2014 blev hon teaterns VD och konstnärliga ledare. 
Hon har en dotter tillsammans med teaterproducenten och regissören Peder Bjurman.

## Utmärkelser
- H. M. Konungens medalj i guld av 12:e storleken (Kon:sGM12 2021) framstående insatser inom svensk scenkonst[2]